# Journal officiel de la République française
Il Journal officiel de la République française (JORF o JO) è la gazzetta ufficiale di Francia.
Essa pubblica leggi, decreti, resoconti di attività parlamentari e altre comunicazioni ufficiali della presidenza della Repubblica, del governo, del Parlamento e delle pubbliche istituzioni del Paese.

## Pubblicazioni
La rivista in realtà consiste di diverse pubblicazioni:
- Il Journal officiel lois et décrets (Giornale ufficiale leggi e decreti) pubblica tutti gli statuti e i decreti, e altre decisioni amministrative. Gli statuti e i decreti adottati devono essere pubblicati nella gazzetta ufficiale prima di essere vincolanti per il pubblico francese[1]
- I dibattiti parlamentari (Senato, Assemblea nazionale, Consiglio Economico e Sociale)
- Il Journal officiel Associations pubblica avvisi di creazioni, rottura o di modifiche sostanziali in associazioni senza scopo di lucro.

## Servizio
La direzione delle gazzette ufficiali (Direction des journaux officiels) è un servizio del primo ministro francese. Pubblica il Journal officiel nonché altre gazzette ufficiali di diffusione di alcuni ministeri o amministrazioni.